# Fort Smith (Arkansas)
Fort Smith ist die zweitgrößte Stadt im US-Bundesstaat Arkansas und einer von zwei Verwaltungssitzen von Sebastian County.
Mit einer Bevölkerung von 89.142 Einwohnern (Volkszählung 2020) ist es die Hauptstadt der Fort Smith Metropolitan Area, einem Gebiet mit 288.818 Einwohnern, das die Countys von Crawford, Franklin und Sebastian in Arkansas sowie Le Flore und Sequoyah in Oklahoma umfasst. Das Stadtgebiet von Fort Smith hat eine Fläche von 137,1 km².

## Lage und Infrastruktur
Fort Smith liegt an der Grenze zwischen Arkansas und Oklahoma an der auch Belle Point genannten Mündung des Poteau Rivers in den Arkansas River. In der Stadt befindet sich die University of Arkansas – Fort Smith.
2007 wurde Fort Smith vom US-Innenministerium ausgewählt, Standort des neuen Nationalmuseums des United States Marshals Service zu werden.

## Geschichte
Die Stadt wurde 1817 als westlicher Militärfrontposten gegründet und wurde später wegen seiner langen Geschichte, Recht und Gesetz durchzusetzen, bekannt. Zu Berühmtheit brachte es dabei Richter Isaac Charles Parker, auch genannt „The Hanging Judge“, weil während seiner 21-jährigen Amtszeit die meisten Todesurteile in den Vereinigten Staaten vollstreckt wurden; 79 von 160 Verurteilten wurden hingerichtet. Das Gerichtsgebäude und den Galgen kann man noch heute im Historic District am Ufer des Arkansas River besichtigen. Fort Smith war auch das zuständige Gericht für das Indianerterritorium (im heutigen Oklahoma).

## Städtepartnerschaft
Fort Smith ist verschwistert mit der Stadt Cisterna di Latina in Italien. Bei der Schlacht von Cisterna im Zweiten Weltkrieg wurden die Truppen der Vereinigten Staaten von dem in Fort Smith geborenen William O. Darby befehligt.

## Söhne und Töchter der Stadt
- Guy Vernor Henry (1839–1899), Brigadegeneral und Militärgouverneur von Puerto Rico
- Charles M. Cooke (1886–1970), Admiral
- Katharine Alexander (1898–1977 oder 1981), Schauspielerin
- James L. Holloway Jr. (1898–1984), Admiral der United States Navy
- William O. Darby (1911–1945), Brigadegeneral
- Clifford Gardner (1924–2013), Mathematiker, der sich mit Angewandter Mathematik beschäftigte
- Budge Patty (1924–2021), Tennisspieler und Wimbledonsieger
- Rudy Ray Moore (1927–2008), Comedian, Musiker, Schauspieler und Filmproduzent
- William S. Sessions (1930–2020), Jurist, Direktor des FBI
- Laurence Luckinbill (* 1934), Schauspieler
- Chuck Mayfield (1934–2015), Country-Musiker
- Jerry Keller (* 1937), Sänger und Songschreiber
- Anne W. Patterson (* 1949), Diplomatin
- Tom Washington (* 1957), Basketballschiedsrichter
- Kimberly Foster (* 1961), Schauspielerin
- Isaiah Joe (* 1999), Basketballspieler
- Madison Marsh (* 2001), Pilotin und Schönheitskönigin

## Klimatabelle
|                       | Jan  | Feb  | Mär   | Apr   | Mai   | Jun  | Jul  | Aug  | Sep  | Okt  | Nov   | Dez  |   |         |
| Mittl. Tagesmax. (°C) | 9,1  | 11,9 | 17,8  | 23,4  | 26,9  | 31,1 | 33,9 | 33,6 | 29,6 | 24,3 | 17,1  | 10,7 | ⌀ | 22,5    |
| Mittl. Tagesmin. (°C) | −3,6 | −1,0 | 4,0   | 9,2   | 14,3  | 18,8 | 21,1 | 20,4 | 16,6 | 9,3  | 3,6   | −1,5 | ⌀ | 9,3     |
|                       |      |      |       |       |       |      |      |      |      |      |       |      |   |         |
| Niederschlag (mm)     | 48,3 | 66,0 | 100,3 | 100,8 | 133,1 | 86,1 | 75,9 | 74,2 | 82,3 | 93,5 | 101,3 | 77,0 | Σ | 1.038,8 |
|                       |      |      |       |       |       |      |      |      |      |      |       |      |   |         |
| Regentage (d)         | 5,3  | 5,9  | 7,7   | 8,2   | 8,8   | 6,8  | 5,8  | 5,5  | 6,9  | 6,0  | 5,9   | 6,1  | Σ | 78,9    |

| −3,6 |

| −1,0 |

| 4,0 |

| 9,2 |

| 14,3 |

| 18,8 |

| 21,1 |

| 20,4 |

| 16,6 |

| 9,3 |

| 3,6 |

| −1,5 |

| −3,6 |

| −1,0 |

| 4,0 |

| 9,2 |

| 14,3 |

| 18,8 |

| 21,1 |

| 20,4 |

| 16,6 |

| 9,3 |

| 3,6 |

| −1,5 |